# Commando Ponchardier
Le commando Ponchardier est une unité de l'Armée française constituée par l'amiral Henri Nomy à la fin de la Seconde Guerre mondiale sur le modèle des SAS britanniques. Le bataillon, initialement destiné à intervenir en Indochine au sein du CLI (5e Régiment d'infanterie coloniale, ou RIC) contre les Japonais, est engagé contre le Viet-Minh dans la région de Saigon de fin 1945 à mi-1946.
Le commando est recréé par décision du ministre de la Défense le 11 septembre 2015 après sa dissolution en 1946. Il porte le nom de l'amiral Pierre Ponchardier, son chef de corps lors de sa création initiale.

## Création et dénominations
- 20 novembre 1944 : création du Commando parachutiste de l'aéronautique navale[1]. Entraînement en Angleterre ;
- 1er janvier 1945 : installation du « commando parachutiste de l'aéronautique navale » à la Base aéronautique navale d'Hyères ;
- 1er septembre 1945 : départ pour Saïgon, création du « SAS Bataillon » après intégration des marins aux commandos du 5e Régiment d'infanterie coloniale ;
- 15 février 1946 : le SAS B devient « Groupement autonome » et dépend directement du général Leclerc ;
- 17 septembre 1946 : retour en France, dissolution et intégration au commando Hubert ;
- 11 septembre 2015 : recréation du commando[2].

## Historique des garnisons, campagnes et batailles

### Historique et combats
Le 1er janvier 1945, le commando parachutiste de l'aéronautique navale s'installe à la BAN Hyères Le Palyvestre. Il rejoint le 22 février 1945 le camp de Peterborough afin de recevoir son instruction commando et d'obtenir le brevet parachutiste. Le 29 juin, un détachement de 73 hommes embarque à Toulon et rejoint le 2 août le camp de Kurunegala à Ceylan.
Le commando est intégré au CLI-5e RIC du commandant Huard le 1er septembre 1945 et devient le SAS Bataillon. Il comporte alors les commandos B1, B2 et B3.
Le Japon ayant capitulé, l'unité est désignée pour combattre le Việt Minh en Indochine et embarque sur le Princess Beatrix et le cuirassé Richelieu pour Saïgon où il débarque les 3 et 4 octobre 1945.
À partir du 12 octobre, le SAS B intervient dans la libération du nord de Saigon puis du 25 octobre au 27 décembre il libère la ville de Mỹ Tho et la zone Vĩnh Long - Cantho - Tra Cu situées au sud-ouest de la capitale de la Cochinchine.
De retour à Saigon, Ponchardier constitue le 22 janvier 1946 un quatrième commando, le B4, à partir d'effectifs du commando léger no 2 (CL 2) qui vient d'arriver en Indochine.
Du 25 au 30 janvier les quatre commandos, aidés du 1er RFM et du RBFM, interviennent dans la région de Bien Hoa au nord-est de Saigon.
Le 16 février 1946, en vue d'être parachuté sur Hanoï lors de l'opération Bir Hakeim, le commando devient groupement autonome et dépend directement de Leclerc. L'opération est annulée au dernier moment.
Le 3 avril 1946, le groupement procède au premier largage d'une antenne chirurgicale parachutiste, constituée des médecins Dumetz, Salinesi et Huc, et destinée à secourir deux blessés graves du III/43e RIC dans la région de Camau au sud-est de Cantho.
Du 14 avril au 1er mai, le commando continue les opérations au nord de Saïgon - An Loc Dong (14/4), Tan Uyen (17/4), An Son (1/5) - puis au nord-ouest, du 22 mai au 1er juin, autour de Tay Ninh à proximité de la frontière cambodgienne. Il est aidé dans ses opérations par des détachements de la 13e DBLE.
Le 28 août 1946, le SAS B embarque sur le paquebot Île-de-France et est dissous à son arrivée à Toulon le 17 septembre. 
En décembre 1947, la Marine nationale met sur pied un autre commando parachutiste qui prend le nom de « commando Hubert ». Le commando Hubert deviendra une unité de nageurs de combat en 1953 par[pas clair] Claude Riffaud du commando François qui a intégré le commando Hubert en 1951.
Le 11 septembre 2015 a lieu une cérémonie de recréation du commando Ponchardier chargé de l'appui aux opérations spéciales. Il est basé à Lanester.

### Composition et encadrement en 1946
À sa création le SAS B comprend : un état major, des services et trois commandos (B1, B2 et B3) constitués chacun de deux sections de quatre sticks. Un quatrième commando, le B4, est créé en janvier 1946. Le commando B1 est principalement constitué de marins et les trois autres de coloniaux (marsouins).
- État-major :
  - Commandant en second : lieutenant de vaisseau Brissot
  - Chef d'état major : chef de bataillon Dupuis
  - Officier de renseignement : Quennouelle
  - Médecin : capitaine Antoine Joseph Benedittini
  - Assistante sociale : Séverine Ruellan
  - Aumônier : sous-lieutenant de la Martinière.

- Commando B1 : lieutenant de vaisseau Georges
  - Section Duray, puis Schultz
  - Section Lavigne
- Commando B2 : capitaine Lataste puis Rouanet
  - Section Demonet
  - Section Boby
- Commando B3 : capitaine Orsini puis Keser (par intérim)
  - Section Barthélémy et Keser (par intérim)

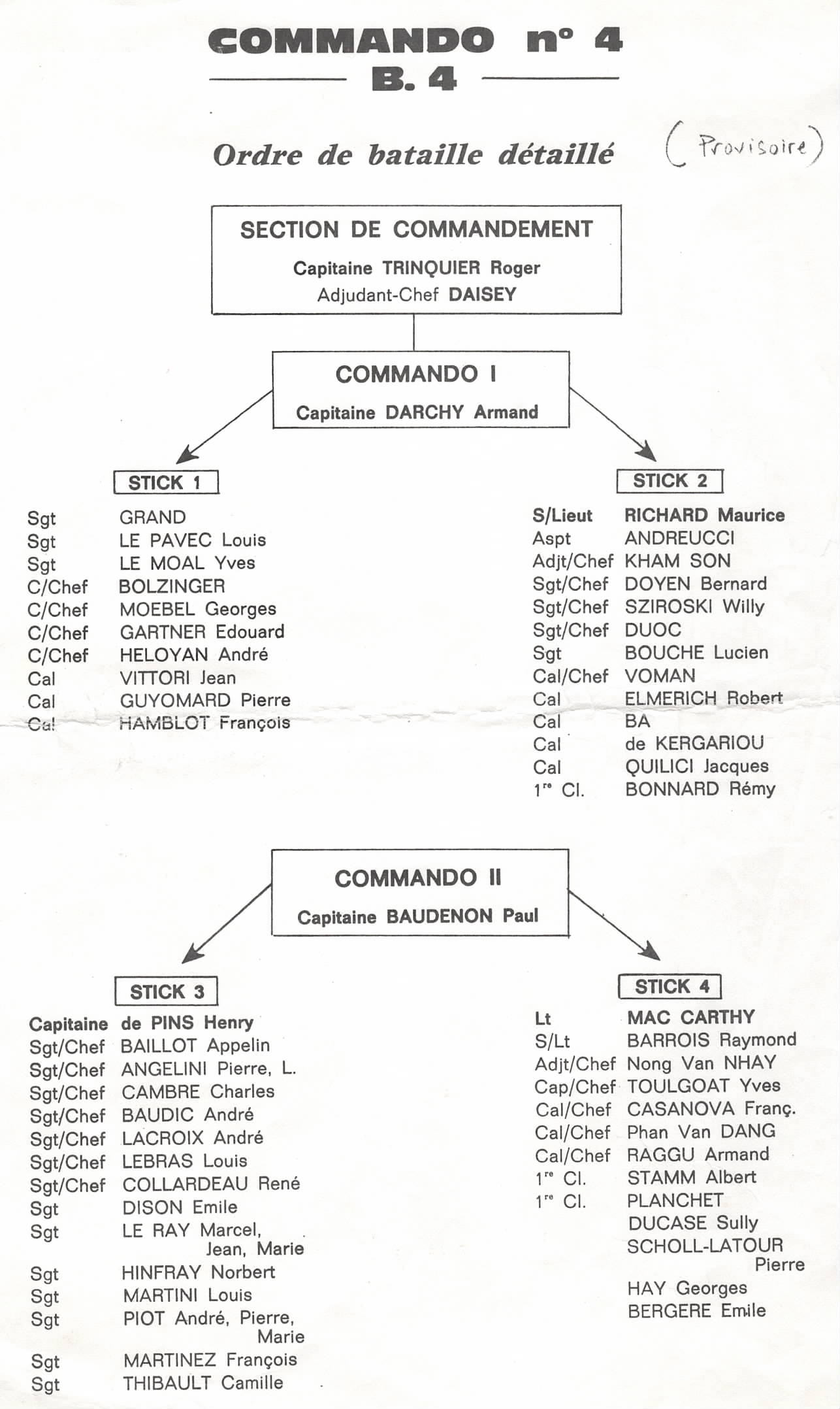

  - Section Saindrenan
- Commando B4[11] : capitaine Trinquier
  - Section Darchy
  - Section Baudenon.

## Traditions

### Devise
La devise de l'unité, à la vie, à la mort, est inscrite sur l'insigne et sur le fanion. Elle sera reprise par le 5e BCCP puis par le 2e BCCP commandés par le chef de bataillon Dupuis ancien chef d'état major du groupement.

### Insigne
L'insigne du SAS B a été dessiné en Angleterre au début de l'année 1945 par Serge Pâris. La géométrie de l'insigne est un cerf-volant de couleur bleu foncé, comportant en son centre une main ouverte et un poignard, symbole des commandos, pointant vers le bas. La devise de l'unité est inscrite de part et d'autre de la lame.

### Fanion
Le fanion de l'unité comprend :
- d'un côté, le brevet parachutiste de l'aéronavale avec les inscriptions SAS, en dessous, et Groupement autonome Ponchardier au-dessus.
- de l'autre côté, la devise de l'unité à la vie à la mort et le dessin de l'insigne : une main ouverte traversée par un poignard pointant vers le bas.

### Décorations
Le fanion est décoré de la Croix de guerre 1939-1945 avec deux palmes pour ses deux citations à l'ordre de l'Armée :
- 30 avril 1946 : 1re citation signée du général Juin et remise en présence du général Leclerc à Saigon.

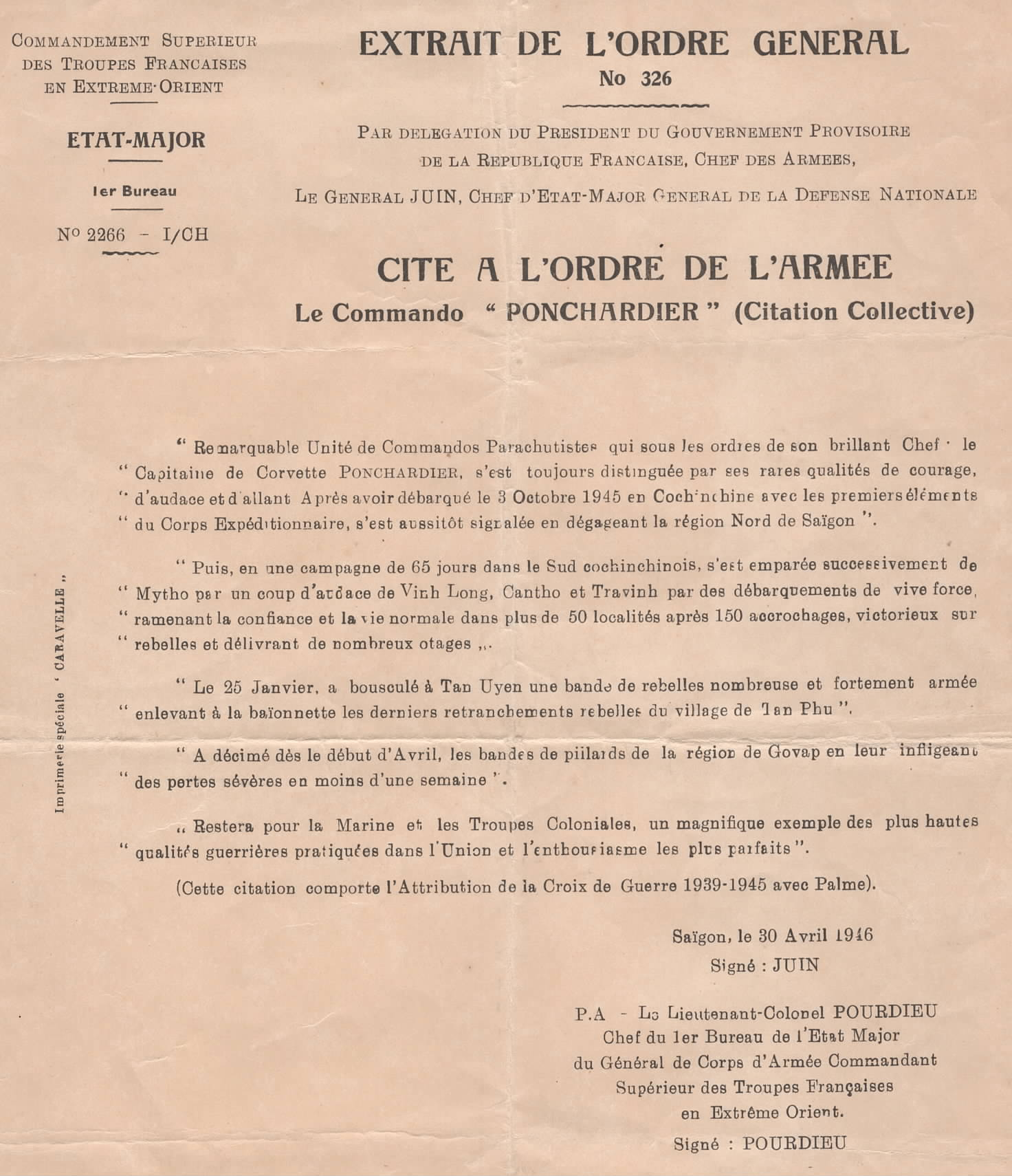

7 octobre 1947 : 2e citation signée du Président du Conseil Paul Ramadier
Le fanion et les anciens du SAS B portent la fourragère aux couleurs de la Croix de Guerre 1939-45.

## Chefs de corps
- Capitaine de corvette Pierre Ponchardier

## Personnalités ayant servi dans l'unité
- Peter Scholl-Latour

## Sources et bibliographie
- Jean-Pierre Bernier, Le commando des tigres: les paras du commando Ponchardier, Paris, J.-P. Bernier : J. Grancher, coll. « Témoignages pour l'histoire », 1995, 285 p. (OCLC 463753773, lire en ligne)
- Collectif, Histoire des parachutistes français, Société de Production Littéraire, 1975.